# Страхиња Живак
Страхиња Живак је био логораш за време рата у Босни и Херцеговини 1992—1995.

## Биографија
Страхиња Живак је Србин из Херцеговине. Рођен је 1932. године у селу Брђани, крај Коњица (БиХ). Пре ратних дешавања у БиХ 1992. године, радио је у Сарајеву као инжењер телекомуникација тј. као службеник ПТТ. У средњим школама Сарајева радио је и као ванредни професор за стручне предмете. 1990. године је отишао у пензију. Био је и дописник "Вечерњих новости" из Београда.
За време његовог тамновања у затворима, муслиманске и хрватске ратне јединице у БиХ су упале у његово село Брђани 6. јула 1993. и заробиле, а потом и убиле 2 сина: Слободана (35) и Велимира (31), који су били цивили. То му је рођак из Смедерева јавио преко Црвеног крста. Убијено је и његових 10 блиских рођака истог дана. Његова мајка Босиљка је преминула у очајању због породичне трагедије у рату, неколико недеља после тога.
После рата постао је члан Председништва Логораша Републике Српске и посветио се ширењу истине о страдању Срба. Члан је и Института за истраживање српских страдања у ХХ веку. Преминуо је у суботу 2. августа 2014. године.

## Хапшење
Страхиња Живак је 17. априла 1992. године у родном селу Брђани рањен из снајперске пушке, као цивил. Затим је пребачен на лечење у Коњиц са ногама у гипсу, а потом у Сарајево у болницу "Кошево", где је одмах осетио непријатности на националној основи јер је медицинском особљу одговорио да је Србин, када су га питали за националност.

## Оптужница
У затвору добија оптужницу где га терете да је члан СДС, Да је организатор паравојних формација, да је сарађивао са ЈНА и радио стварању српске државе још 1991. године. Пресуда му је гласила: 15 година затвора.

## Затвори
Из болнице "Кошево" је пребачен у Централни затвор на 4 дана, а после у муслимански логор "Виктор Бубањ", некадашњу касарну ЈНА у Сарајеву. Иначе кроз логор "Виктор Бубањ" прошло је више од 5.000 Срба. У муслиманским затворима под тортуром Страхиња Живак је провео више од две и по године, око 33 месеца. Размењен је 9. новембра 1994. године, за два војника муслиманске Армије БиХ. За време свог тамновања ослабио је са 85 на 42 килограма.

### Централни затвор
У Централном затвору у Сарајеву, Страхиња Живак је провео неко време, али су били нешто бољи услови за разлику од "Виктор Бубања“.

### Виктор Бубањ
У овом логору Страхиња Живак је лежао на бетону заједно са осталим затвореницима. Добијали су врло мало хране и чаја. Одећу и пакете нису добијали. Када су затвореници ишли до тоалета, често су добијали батине. У затвору је била велика присутност вашки, од којих нису могли спавати.
У затвору су српски заробљеници били заједно са муслиманским криминалцима који су их подиривали, мучили, па чак и силовали. Дешавало се да у затвор доведу читаву српску породицу: оца, мајку и децу. Било је чак и трудница. Они су и физички и психички злостављани.

## Књиге
Живак је написао и неколико књига о свом страдању током боравка у муслиманским логорима за време рата у БиХ, као и страдању Срба у БиХ. У исто време сарађивао је на још неколико књига које обрађују сличну тематику. Његове књиге су:
- "Живим да свједочим",
- "Логор Челебић",
- "Сведок све-док",
- "Живим да свједочим – о злочинима над Србима још једном",
- "Опомене и опоруке",
- "Запамћења 1",
- "Запамћења 2",
- "Све на чистину“.[3]

## Документарни филмови
У продукцији канадске филмске компаније "Брикс" снимљен је документарни филм "Јаук", који говори о страдању Страхиње Живака.